# Kecamatan Pasarminggu
Kecamatan Pasarminggu är ett distrikt i Indonesien.   Det ligger i provinsen Jakarta, i den västra delen av landet. Huvudstaden Jakarta ligger i Kecamatan Pasarminggu.